# Amt Döbern-Land
La comunità amministrativa di Döbern-Land (Amt Döbern-Land) si trova nel circondario della Sprea-Neiße nel Brandeburgo, in Germania.

## Società

### Evoluzione demografica
- Sviluppo della popolazione dal 1875 entro gli attuali confini (Linea Blu: Popolazione; Linea puntata: Confronto dello sviluppo della popolazione dello stato del Brandenburgo; Sfondo grigio: Ai tempi del governo nazista; Sfondo rosso: Al tempo del governo comunista)
- Sviluppo recente della popolazione (Linea blu) e previsioni

| Anno | Abitanti |
| ---- | -------- |
| 1875 | 9 612    |
| 1890 | 9 895    |
| 1910 | 15 774   |
| 1925 | 16 440   |
| 1939 | 17 151   |
| 1950 | 19 184   |
| 1964 | 18 340   |

| Anno | Abitanti |
| ---- | -------- |
| 1971 | 18 128   |
| 1981 | 16 003   |
| 1985 | 15 654   |
| 1990 | 15 480   |
| 1995 | 14 729   |
| 2000 | 14 887   |
| 2005 | 13 754   |

| Anno | Abitanti |
| ---- | -------- |
| 2010 | 12 702   |
| 2015 | 11 835   |
| 2016 | 11 062   |
| 2017 | 10 890   |
| 2018 | 10 779   |
| 2019 | 10 677   |
| 2020 | 10 574   |

Fonti dei dati sono nel dettaglio nelle Wikimedia Commons..

## Suddivisione
Comprende 8 comuni:
- Döbern (città)
- Felixsee
- Groß Schacksdorf-Simmersdorf
- Jämlitz-Klein Düben
- Neiße-Malxetal
- Tschernitz
- Wiesengrund

Capoluogo e centro maggiore è Döbern.